# Глушков, Никита Сергеевич
Ники́та Серге́евич Глушко́в (род. 19 марта 1999, Колтуши, Ленинградская область) — российский футболист, полузащитник махачкалинского «Динамо».

## Клубная карьера
Родился в селе Колтуши, Ленинградской области.
Футболом начал заниматься в ДЮСШ «Всеволожск». 17 марта 2010 года перешёл в СДЮШОР «Зенит».
В январе 2018 года перешёл в молодёжную команду московского «Локомотива». 
18 июля 2018 года в матче первенства ПФЛ против «Ленинградца» дебютировал за фарм-клуб «Локомотив-Казанка» в профессиональном футболе.
11 июля 2019 года пополнил состав клуба «Чайка». 13 июля 2019 года в матче против «Факела» дебютировал в первенстве ФНЛ.
8 сентября 2021 года на правах свободного агента присоединился к махачкалинскому «Динамо». По итогам сезона 2021/22 вышел с командой в Первую лигу.
5 августа 2023 года продлил контракт с «Динамо» до середины 2025 года.
В сезоне 2023/24 с клубом стал серебряным призёром Первой лиги и вышел в РПЛ.
21 июля 2024 года сыграл дебютный матч за «Динамо» в чемпионате России против клуба «Химки».

## Карьера в сборной
В январе 2017 года провел 5 матчей и забил 1 гол за сборную России (до 18 лет) на Мемориале Гранаткина.
В августе 2018 года сыграл 5 матчей и забил 1 гол за сборную России (до 20 лет) на турнире КОТИФ.

## Статистика выступлений
| Выступление        | Выступление      | Выступление      | Лига | Лига | Кубки | Кубки | Итого | Итого |
| Клуб               | Лига             | Сезон            | Игры | Голы | Игры  | Голы  | Игры  | Голы  |
| ------------------ | ---------------- | ---------------- | ---- | ---- | ----- | ----- | ----- | ----- |
| Локомотив-Казанка  | ПФЛ              | 2018/19          | 21   | 2    | —     | —     | 21    | 2     |
| Локомотив-Казанка  | Итого            | Итого            | 21   | 2    | —     | —     | 21    | 2     |
| Чайка              | ФНЛ              | 2019/20          | 9    | 0    | 0     | 0     | 9     | 0     |
| Чайка              | ФНЛ              | 2020/21          | 24   | 1    | 1     | 0     | 25    | 1     |
| Чайка              | Итого            | Итого            | 33   | 1    | 1     | 0     | 34    | 1     |
| Динамо (Махачкала) | Второй дивизион  | 2021/22          | 24   | 4    | 0     | 0     | 24    | 4     |
| Динамо (Махачкала) | Первая лига      | 2022/23          | 32   | 2    | 2     | 0     | 34    | 2     |
| Динамо (Махачкала) | Первая лига      | 2023/24          | 34   | 3    | 0     | 0     | 34    | 3     |
| Динамо (Махачкала) | РПЛ              | 2024/25          | 27   | 0    | 6     | 0     | 33    | 0     |
| Динамо (Махачкала) | РПЛ              | 2025/26          | 5    | 0    | 2     | 0     | 7     | 0     |
| Динамо (Махачкала) | Итого            | Итого            | 122  | 9    | 10    | 0     | 132   | 9     |
| Всего за карьеру   | Всего за карьеру | Всего за карьеру | 176  | 12   | 11    | 0     | 187   | 12    |

## Достижения
«Локомотив-Казанка»
- Серебряный призёр ПФЛ (зона «Запад»): 2018/19

«Динамо» (Махачкала)
- Победитель Второго дивизиона (группа 1): 2021/22
- Серебряный призёр Первой лиги: 2023/24
- Итого : 1 трофей